# Rhyacodrilus ekmani
Rhyacodrilus ekmani är en ringmaskart som beskrevs av Piguet 1928. Rhyacodrilus ekmani ingår i släktet Rhyacodrilus, och familjen glattmaskar. Arten är reproducerande i Sverige.